# Blei(II)-hydroxid
Blei(II)-hydroxid ist eine chemische Verbindung des Bleis aus der Gruppe der Hydroxide.

## Gewinnung und Darstellung
Eine chemische Verbindung „Pb(OH)2“ existiert laut übereinstimmenden Berichten wahrscheinlich nicht, stattdessen handelt es sich hierbei um hydratisierte Blei(II)-oxide PbO·x H2O (x < 1).  Die Bezeichnung Blei(II)-hydroxid wird normalerweise synonym dafür verwendet.
Ein weißer Niederschlag von Blei(II)-hydroxid kann durch Reaktion einer Blei(II)-nitrat-Lösung mit Natriumhydroxid oder Kaliumhydroxid gewonnen werden.
{\displaystyle \mathrm {Pb(NO_{3})_{2}+2\ NaOH\longrightarrow Pb(OH)_{2}+2\ NaNO_{3}} }
Bei der Fällung aus carbonathaltigen Lösungen wird normalerweise basisches Bleicarbonat (PbCO3·2Pb(OH)2) als Produkt erhalten.
Bei vorsichtiger Hydrolyse von Blei(II)-acetat-Lösungen erhält man ein kristallines Produkt mit der Formel 6PbO·2H2O = Pb6O4(OH)4. Die Substanz besteht aus Clustern in Form eines Rhombendodekaeders, in denen die Blei(II)-Ionen oktaedrisch angeordnet sind und die Dreiecksflächen des Oktaeders von Oxid- und Hydroxid-Ionen überkappt werden.

## Eigenschaften
Blei(II)-hydroxid ist ein weißes amorphes amphoteres Pulver, welches sich nur wenig in Wasser löst. Es dehydratisiert ab einer Temperatur von 130 °C und zersetzt sich ab 145 °C zu Blei(II)-oxid und Wasser.
{\displaystyle \mathrm {Pb(OH)_{2}\ {\xrightarrow {\ 145^{o}C\ }}\ PbO+H_{2}O} }
Mit Kohlendioxid bildet es Blei(II)-carbonat
{\displaystyle \mathrm {Pb(OH)_{2}+CO_{2}\longrightarrow PbCO_{3}+H_{2}O} }
und mit Säuren deren Bleisalze: (Beispiel mit Schwefelsäure zu Blei(II)-sulfat)
{\displaystyle \mathrm {Pb(OH)_{2}+H_{2}SO_{4}\longrightarrow PbSO_{4}+2\ H_{2}O} }
Bei Auflösung in starken Alkalien löst es sich unter Bildung eines Hydroxo-Komplex-Ions [Pb(OH)3]− und der Bildung von Plumbaten.

## Verwendung
Bleihydroxid wird zur Herstellung von porösem Glas sowie in Elektrolyten in verschlossenen Nickel-Cadmium-Batterien verwendet. Es wird weiterhin bei der Rückgewinnung von Uran aus Meerwasser und als Katalysator für die Oxidation von Cyclododecanol eingesetzt.